# Sant Lluís
Sant Lluís, en catalan et officiellement (San Luis en castillan), est une commune d'Espagne de l'île de Minorque dans la communauté autonome des Îles Baléares.

## Géographie

Localisation de l'île de Minorque dans les Îles Baléares.
Localisation de Sant Lluís dans l'île de Minorque.

## Histoire
Le territoire de la commune était occupé dès l'Âge du fer comme l'atteste le site archéologique de Biniparratx Petit.
Sant Lluís fut fondée pendant l'occupation française de Minorque et nommée en l'honneur de Louis IX. En 1762 fut érigée une église à la mémoire de Saint-Louis. Sant Lluís était surnommé « le plus blanc des blancs villages minorquins », allusion à la coutume qui consistait à blanchir à la chaux très régulièrement les habitations.
Sant Lluís, qui faisait partie de la commune de Maó, a été élevée au rang de commune en 1910.

## Administration
- Le village de Binibeca est dans la commune.

## Patrimoine
- Site archéologique de Biniparratx Petit.